# Panzer General II
Panzer general II je računalna igra iz 1997. godine.

## Popularnost
Ova igra je napravljena kao nasljednik popularne potezne strategije Panzer general I iz 1994. godine. Tvorac igre je bila tvrtka Strategic Simulations, Inc (SSI). Panzer general II je bila najbolje prihvaćena igra iz serije general strategija ove softwerske kuće. Tijekom 2000. godine kada je časopis PC Gamer pravio popis najboljih igara svih vremena ova se popela na visoko 44 mjesto. 

## Način igranja
Na samom početku igre igrač mora izabrati koju će kampanju voditi. Izbor se u godini izdavanja nalazio u pet mogućnosti koje su bile:
- Kampanja Blitzkrieg od 1938. godine pa sve do njemačke pobjede u ratu ili 1945. godine.
- Kampanja Defending Reich nakon što je postalo očito da Njemačke neće dobiti rat igrač se trebao izborio za dobre mirovne uvjete
- Kampanja SAD kojom se trebalo osloboditi Europu
- Kampanja Velike Britanije kojom se kao i američkom trebalo osloboditi Europu.
- Kampanja SSSR tijekom koje se trebalo obraniti domovinu i potom osvojiti Berlin

Tijekom igre najprije strana koja ima napadačku zadaću povlači prvi poteze, dok druga strana to može samo promatrati. Potom drugi igrač povlači svoje poteze. Završni cilj oba igrača je da osvoje jedan od drugog točno određene točke na karti čime igra završava. Ako taj cilj nije ispunio niti jedan od protivnika tada se bitka uvijek smatra porazom ljudskog igrača. Sveukupno broj tih rundi zavisi od scenarija do scenarija. Sveukupno grupa tih scenarija čini jednu kampanju koja da bi se završila mora proći bez i jednog poraza. Pojedinačne scenarije je inače moguće igrati i putem interneta protiv ljudskog protivnika što je te 1997. godine igri uvećalo popularnost. Način igranja se svodi na činjenicu kako je potrebno osim osvajanja strateških točaka, osvajati i nevažna sela kako bi se dobivao novac za kupovanje nove vojne opreme, nadoknađivanje gubitaka u trenutačnoj ili modernizaciju. Ta modernizacija je nužna pošto igrač 1938 godine počinje s tenkovima Panzer I i Panzer II koji teško da mogu pobijediti pješadiju, da bi 1945 godine stigao do gotovo neuništivih Tigar II ili IS-2 tenka. Potpuno identična situacija je s zrakoplovstvom, topovima, protutenkovskom ili protuzračnom obranom.

## Sadašnjost
Fanovi ove igra bez obzira na njenu starost od nje nisu odustali tako da su tijekom godina dodavali razne zakrpe kojim se poboljšala grafika i količina kampanja. Posljednja velika besplatna zakrpa je iz kraja 2005. godine kojom se igri uspješno dodala još koja godina života. 
Popis država koje vojne snage se može danas voditi u kampanjama kojih ima više od 50 s možda i više od 500 borbi je:
- Hrvatska
- Bugarska
- Čehoslovačka
- Finska
- Mađarska
- Poljska
- Rumunjska
- Španjolska
- Slovačka
- Njemačka
- SSSR
- SAD
- Velika Britanija
- Francuska
- Italija
- Turska
- Portugal

## Vanjske poveznice
- adlerkorps  Arhivirana inačica izvorne stranice od 1. studenoga 2016. (Wayback Machine) - Web adresa s kojega se mogu skinuti sve zakrpe i kampanje.
- Builders Paradise  Arhivirana inačica izvorne stranice od 22. listopada 2006. (Wayback Machine)  Web adresa za skidanje zemljopisnih karti za scenarije.